# Ludanice
Ludanice é um município da Eslováquia, situado no distrito de Topoľčany, na região de Nitra. Tem 11,2 km² de área e sua população em 2018 foi estimada em 1.812 habitantes.

## Demografia
| Ano:        | 1994 | 2004   | 2014   | 2024   |
| ----------- | ---- | ------ | ------ | ------ |
| Broj ljudi: | 1887 | 1836   | 1848   | 1719   |
| Razlika:    |      | -2,70% | +0,65% | -6,98% |

| Ano:               | 2023 | 2024   |
| ------------------ | ---- | ------ |
| Número de pessoas: | 1723 | 1719   |
| Diferença:         |      | -0,23% |